# Looking at Long John
Looking at Long John è il secondo album di Long John Baldry, pubblicato nel 1966 dalla United Artists Recordings.

## Tracce
1. You've Lost That Loving Feeling (Barry Mann, Phil Spector, Cynthia Weil)
2. Only a Fool Breaks His Own Heart (Norman Bergen, Shelly Coburn)
3. Make it Easy on Yourself (Burt Bacharach, Hal David)
4. Let Him Go (and Let Me Love You) (Long John Baldry)
5. Drifter  (Richard Gottehrer)
6. Cry Me a River (Arthur Hamilton)
7. Stop Her on Sight (S.O.S) (Richard Morris, Albert Hamilton)
8. Turn On Your Love Light (Deadric Malone, Joseph Scott)
9. I Love Paris (Cole Porter)
10. Keep on Running (Jackie Edwards)
11. Ain't Nothing You Can Do (D.Malone, Joseph Scott)
12. Bad Luck Soul (L.J.Baldry)